# Billy Wooten
William L. Wooten III (New York) is een Amerikaanse vibrafonist en zanger in de souljazz en rhythm & blues. Hij speelt ook keyboards, fluit, basgitaar en percussie.
Wooten speelde piano en verschillende blaasinstrumenten (waaronder trompet en trombone), tijdens zijn studie aan Rutgers University legde hij zich ten slotte toe op de vibrafoon en marimba. Hij toerde begin jaren zestig met het blues-zangduo 'Dean and Jean', daarna toerde hij van 1964 tot 1968 met zijn eigen groep Billy Wooten and the Invaders, waarmee hij jazz en rhythm-and-blues speelde. Met deze band begeleidde hij tevens onder andere Smokey Robinson. In 1968 werkte hij met de band in Indianapolis, in onder meer club 19th Whole. In de periode 1969-1971 werkte hij met gitarist Grant Green, hij toerde met hem en speelde mee op enkele van zijn albums. Hierna keerde hij terug naar Indianapolis om opnieuw te werken in 19th Whole, zijn band heette nu 'Wooden Glass' en was zes jaar in de club actief. Met dit gezelschap nam Wooten in 1972 een 'live'-album op dat op Wooten's platenlabel Interim Records verscheen. Tevens verscheen een studioplaat onder de naam 'The Nineteenth Whole', "Smilin'". Begin jaren tachtig was hij lid van het gezelschap 'Naptown Afro-Jazz Quintet', hij speelde mee op het album 'Naptown Jazz' (1980).  Wooten is verder te horen op albums van Soulful Strings (van Jerry Butler), Richard Evans en The Four Mints.

## Discografie
- The Wooden Glass Recorded Live, Interim, 1972
- Smilin', Eastbound Records, 1972
- In This World , APS, 1979
- Place to Start (met Richard Groove Holmes), P-Vine Records, 1986
- Lost Tapes, P-Vine Records, 2007
- Evening on the Canal (met 'Vida Bole Ensemble'), P-Vine, 2013
- Live at the Madame Theatre (met 'Music Royale Latin Jazz Ensemble'), P-Vine, 2013